# Rodrigo Rosario
Rodrigo Rosario (nacido el 14 de marzo de 1978 en La Romana) es un ex lanzador dominicano que jugó en las Grandes Ligas de Béisbol durante la temporada 2003 para los Astros de Houston. Rosario hizo su debut en las Grandes Ligas el 21 de junio de 2003 con los Astros. Su temporada de novato se limitó a dos aperturas. Su debut fue un triunfo de los Astros frente a los Rangers de Texas, pero tuvo que dejar su segunda apertura en el segundo inning debido a una molestia en el hombro. En última instancia, requirió una cirugía para reparar desgarros parciales de su manguito rotador y el tendón del bíceps.
Su última acción en el béisbol estadounidense fue para la organización de los Marlins de la Florida en 2004, pero nunca llegó a formar parte del bullpen de Grandes Ligas de los Marlins.